# Selaginella cinerascens
Selaginella cinerascens — вид плауноподібних рослин родини нитинкові (Selaginellaceae).

## Поширення
Вид поширений у Нижній Каліфорнії (Мексика), а також у деяких місцях в окрузі Сан-Дієго в американському штаті Каліфорнія. Росте в сухому середовищі, часто на глинистому ґрунті, як на відкритих місцях, так і в тіні більших рослин.

## Опис
Рослина утворює килимки з розлогих, розгалужених стебел довжиною до 18 сантиметрів. Рослина часто сірого або бурого кольору, утворюючи на субстраті тьмяний килим. Лінійні або списоподібні листя мають довжину від 1 до 3 мм і без щетинок на кінчиках. Нове або вологе листя зелене. Вони приплюснуті до стебла або трохи стирчать. Стробіли, що розташовані біля основи листя, мають жовтий колір і не перевищують 4-5 мм у довжину.